# Westroads Mall
Westroads Mall es un centro comercial ubicado en Omaha, Nebraska, en la intersección de la calle 100 y Dodge Road (U.S. Route 6). Es el centro comercial más grande de Nebraska. Las tiendas ancla del centro comercial son The Container Store, Von Maur, JCPenney, Dick's Sporting Goods y AMC Theatres.

## Historia
Diseñado por el promotor inmobiliario John Wiebe, Westroads Mall abrió sus puertas en 1967. Prudential Financial compró el centro comercial a Wiebe por 45 millones de dólares en 1977. En 1997, General Growth Properties adquirió el centro comercial de Prudential. El centro comercial era propiedad conjunta de General Growth (51% de participación) y la empresa canadiense de desarrollo inmobiliario Ivanhoe Cambridge (49% de participación), y era gestionado por General Growth Properties. El 5 de abril de 2012, General Growth Properties adquirió el 49% restante.
El centro comercial ha sido renovado en varias ocasiones: en 1990, 1995, 1999 y 2003, y nuevamente entre 2013 y 2014. Esta última renovación incluyó la apertura de una tienda H&M y una red Wi-Fi.
En mayo de 1991, se inauguró una zona de restaurantes ("food court"); fue reemplazada en 2015 por Flagship Commons, un concepto de zona de restaurantes ubicado en otra zona del centro comercial y operado por Flagship Restaurant Group. El 22 de octubre de 2016, The Container Store abrió en el antiguo espacio de la zona de restaurantes.
The Cheesecake Factory abrió un local fuera del centro comercial el 1 de noviembre de 2006.
En diciembre de 2012, una Super Tienda Forever 21 abrió en el nivel inferior. Anteriormente, ese nivel albergaba un centro de entretenimiento familiar, Tilt, con una sala de juegos y un campo de minigolf cubierto.
El 20 de enero de 2018, Abercrombie & Fitch cerró su tienda en el centro comercial.
En agosto de 2018, la tienda Younkers cerró tras la liquidación de su empresa matriz, Bon-Ton Stores.

## Cines

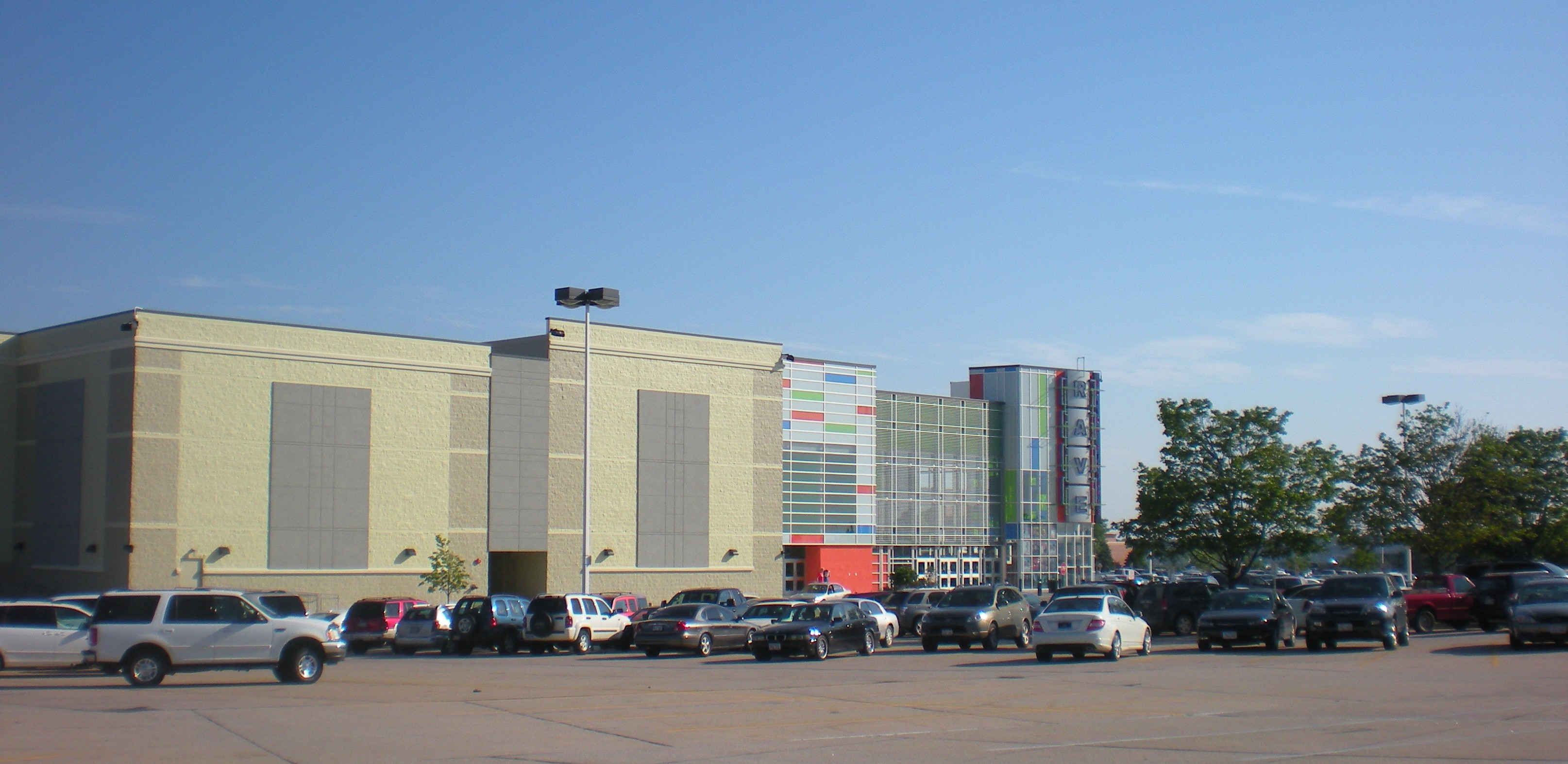
Cine Rave en el centro comercial Westroads.

El primer cine en el centro comercial, Fox Westroads, abrió en noviembre de 1967. Originalmente era un cine de una sola pantalla, pero luego fue remodelado. En 1969, se inauguró un segundo cine en el centro comercial, Six West, considerado el primer complejo de cines con seis pantallas de los Estados Unidos. Ambos cines fueron finalmente adquiridos por AMC Theatres y operados conjuntamente como Westroads 8. Los cines cerraron en 1997.
En noviembre de 2008, Rave Motion Pictures abrió un nuevo multicine digital de 14 pantallas. Fue adquirido por AMC Theatres en 2013.

## Tiroteo de 2007
El 5 de diciembre de 2007, Robert A. Hawkins, un joven de 19 años, entró en la tienda ancla de Von Maur con un rifle y comenzó a disparar. Nueve personas murieron, incluido el perpetrador, y otras cuatro resultaron heridas, todas ellas en Von Maur. El centro comercial reabrió el 8 de diciembre de 2007 con mayor seguridad, mientras que Von Maur reabrió sus puertas el 20 de diciembre de 2007.

## Tiroteo de marzo de 2021
El 12 de marzo de 2021, Kenya Jenkins, de 21 años, fue detenido por un intento de robo en la tienda J.C. Penney por personal de seguridad. El oficial Jeffrey Wittstruck, del Departamento de Policía de Omaha, acudió al lugar y, presuntamente, Jenkins sacó una pistola Taurus .380 y disparó a Wittstruck cuatro veces en la cara, la cabeza y el brazo. Jenkins huyó inmediatamente en un vehículo. El oficial Joseph Kunza llegó poco después y, con la ayuda del personal de seguridad de Westroads Mall, atendió las heridas de bala de Wittstruck. Jenkins fue detenido tras una persecución a alta velocidad en la Interestatal 80 en dirección oeste, que terminó en las afueras de Lincoln, Nebraska. La pistola Taurus .380 fue localizada en el vehículo con el que Jenkins había huido. El centro comercial fue cerrado temporalmente mientras la policía investigaba la escena. No hubo disparos en la zona principal del centro comercial ni en ninguna otra tienda. Wittstruck sobrevivió a los disparos.

## Tiroteo de abril de 2021
El 17 de abril de 2021, dos individuos intercambiaron disparos en el primer piso del centro comercial, cerca de la tienda JCPenney, tras una discusión en la fila de un puesto de pretzels.  Los hombres forcejearon y, después de que Makhi Woolridge-Jones, de 16 años, sacara una pistola, Trequez Swift, de 21 años, le golpeó el arma y huyó.  Recibió dos disparos en la espalda y murió a causa de sus heridas tres horas después. El acompañante de Swift respondió al fuego, pero no alcanzó a nadie. Woolridge-Jones fue condenado a un mínimo de 35 años de prisión por homicidio en segundo grado.